# Дхрува
Дхру́ва (санскр. ध्रुव) — святой индуизма, великий преданный Вишну, ребёнок-царевич, для которого Вишну в образе Пришнигарбхи создал Дхрувалоку (Полярную звезду) — духовную планету в материальном мире. История Дхрувы часто приводится как пример целеустремлённости, преданности и бесстрашия. Основными источниками легенды о Дхруве являются «Вишну-пурана» и «Бхагавата-пурана». Слово Дхрува упоминается 12 раз в «Риг-веде», в буквальном значении «неподвижный», «целеустремлённый». Панини даёт значение слова как «неподвижная точка отправления».

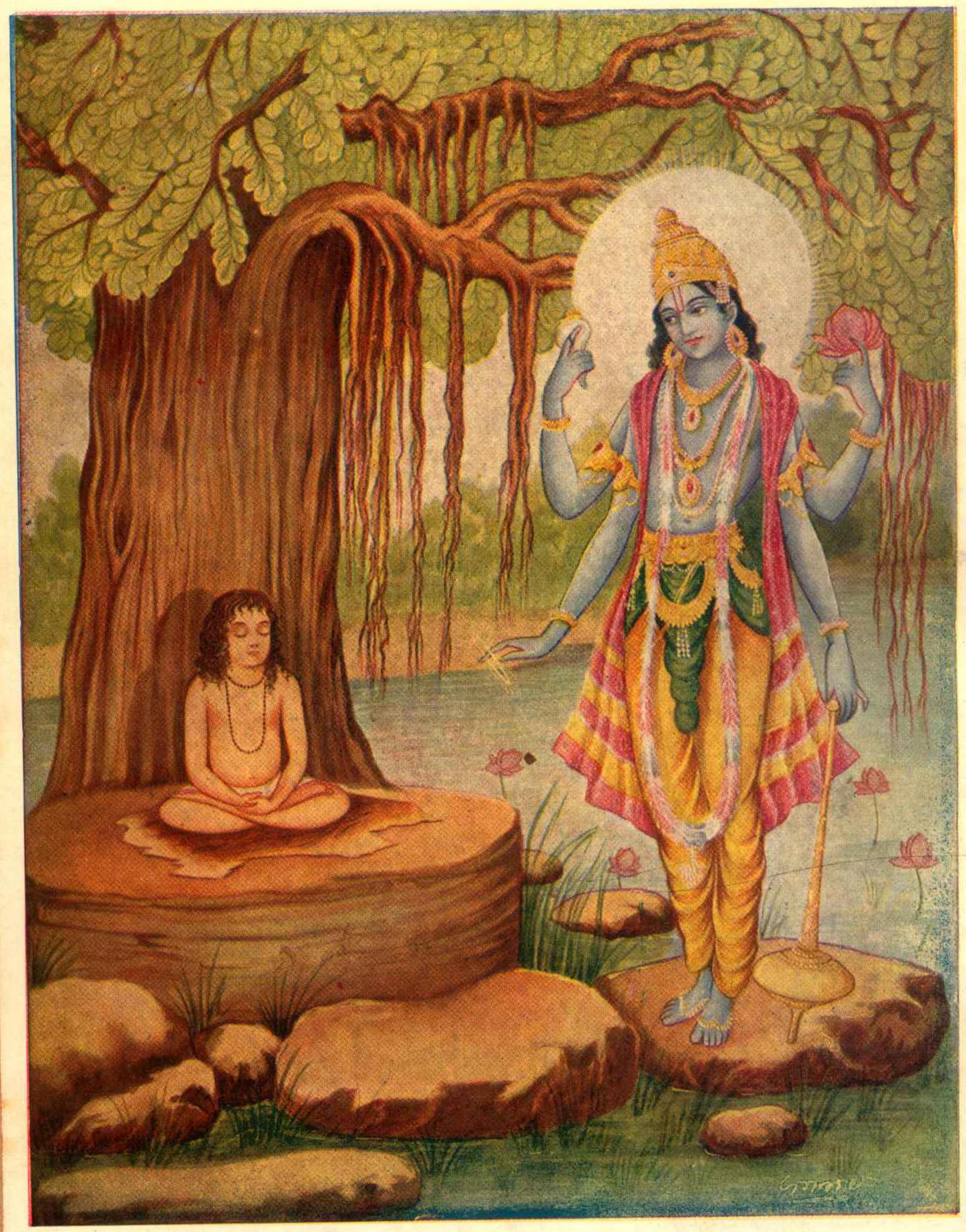
Вишну появляется перед Дхрувой

В «Бхагавата-пуране» описывается, что Дхрува был сыном царя Уттапанады (сына Сваямбхува Ману). Однажды пятилетний царевич Дхрува сидел на коленях у своего отца. Его мачехе не нравилось, что царь чрезмерно привязан к её пасынку, и она сказала, что Дхрува не имеет права сидеть на коленях царя, поскольку рождён не из её чрева. Уттанапада не вступился за своего сына из-за сильной привязанности к своей второй жене. Оскорблённый царевич Дхрува пожаловался своей матери, которая, однако, ничем не могла ему помочь. Дхрува спросил её, что он должен сделать, чтобы занять отцовский трон, царица ответила, что только Вишну способен помочь ему в этом. Тогда Дхрува спросил у неё, где можно найти Вишну и мать ответила, что Вишну иногда является великим риши, живущим в лесу. Тогда Дхрува решил отправиться в лес и совершать там суровые аскезы ради достижения своей цели.
В лесу Дхруве явился мудрец Нарада, посланный к нему Вишну. Нарада попытался отговорить Дхруву, но мальчик настаивал на своём и принял Нараду как своего гуру. Нарада дал Дхруве мантру для медитации: «Ом намо бхагавате васудевая». В течение шести месяцев Дхрува медитировал на эту мантру, не принимая пищи и воды. В конце концов Вишну, приняв образ четырёхрукой формы Бога, предстал перед ним. При виде Вишну, все материальные желания исчезли из сердца Дхрувы. 
Вишну, желая как-то наградить своего преданного, даровал ему особую планету, Дхрува-локу. Описывается, что Дхрува-лока была одной из духовных планет Вайкунтхи, по воле Вишну появившаяся в материальном мире. Говорится, что хотя Дхрува-лока находится в материальном мире, она не уничтожается во время гибели вселенной. Дхрува-локе поклоняются обитатели семи звезд, расположенных ниже планеты Дхрувы, а также жители тех планет, которые находятся выше неё. Над планетой Дхрувы расположена планета мудреца Бхригу.